# Estádio Olímpico de Orão
O Estádio Miloud Hadefi (em árabe: ملعب ميلود هدفي) é um estádio multiuso localizado na cidade de Orão, na Argélia. Inaugurado oficialmente em 16 de julho de 2021 para sediar as cerimônias de abertura e encerramento, bem como as competições de futebol e atletismo dos Jogos do Mediterrâneo de 2022, também será uma das sedes oficiais do Campeonato das Nações Africanas de 2022.
É a nova casa onde a Seleção Argelina de Futebol mandará, esporadicamente, partidas amistosas e oficiais. Conta com capacidade máxima para 40 143 espectadores.